# Sheikh Ijlin
Sheikh Ijlin, en arabe : الشيخ عجلين, est un quartier au sud de la ville de Gaza. Il est situé à proximité de la route côtière.
En décembre 2023, le New York Times rapporte que les forces israéliennes ont commis des actes de necroviolence (en) en rasant six cimetières dans la bande de Gaza, dont celui de Sheikh Ijlin.
Le 18 novembre 2002, les Forces de défense israéliennes (FDI) ont attaqué le quartier, détruisant les bureaux de la Force de sécurité préventive de l'Autorité nationale palestinienne.